# فاگنول
فاگنول (به لاتین: Fagnolle) یک منطقهٔ مسکونی در بلژیک است که در فیلیپ‌ویل واقع شده‌است.